# نیگان
نیگان اسمیت (Negan Smith)، یک شخصیت داستانی در مجموعه کتاب‌های مصور مردگان متحرک و مجموعه تلویزیونی مردگان متحرک است. او رهبر گروهی از بازماندگان در پناهگاه به نام ناجیان است، گروهی که به سایر جوامع بازمانده ظلم می‌کنند و آن‌ها را مجبور می‌کند تا به او احترام بگذارند. جفری دین مورگان نقش نیگان را در مجموعه تلویزیونی مردگان متحرک بازی می‌کند، او برای نخستین بار در فصل ششم این سریال ظاهر شد.
مورگان برای بازی در نقش نیگان در این مجموعه تلویزیونی در ابتدای ورودش مورد استقبال منتقدان قرار گرفت و جایزه تلویزیونی منتقدان را برای بهترین بازیگر مهمان در یک سریال درام، جایزه ام‌تی‌وی بهترین بازیگر نقش منفی، و جایزه ساترن را برای بهترین بازیگر مهمان تلویزیونی دریافت کرد. وقتی نقش نیگان به مورگان پیشنهاد شد، او بلافاصله پذیرفت، زیرا او از قبل از طرفداران مجموعه کتاب‌های کمیک مردگان متحرک بود.

## معرفی
نیگان اولین بار در شماره ۱۰۰ کمیک مردگان متحرک حضور پیدا کرد او رهبر گروهی به نام ناجی‌ها هست و در چندین منطقه پایگاه دارد گروه او از نظر ساختار و تعداد قوی‌ترین گروه در کمیک مردگان متحرک بودند. نیگان اول دشمن اصلی ریک و گروهش بود اما بعدها تبدیل به یک ضدقهرمان شد. نیگان قبل از آخرالزمان معلم ورزش بوده و یک همسر به نام لوسیل داشته است.

## بازخوردها
شخصیت نیگان توسط طرفداران و منتقدان به عنوان ضد قهرمان سریال مورد ستایش قرار گرفته‌است.